# Crotalus pricei
Crotalus pricei är en ormart som beskrevs av Van Denburgh 1895. Crotalus pricei ingår i släktet skallerormar, och familjen huggormar. IUCN kategoriserar arten globalt som livskraftig.
Arten förekommer med två från varandra skilda populationer i norra Mexiko och sydvästra USA. Honor lägger inga ägg utan föder levande ungar.

## Underarter
Arten delas in i följande underarter:
- C. p. pricei
- C. p. miquihuanus